# Аббатство Селби
Аббатство Селби — одна из немногих крупных монастырских церквей, сохранившихся в Англии после тюдоровской секуляризации и не ставших при этом соборами. Ныне приходская церковь св. Марии и св. Германа Парижского в Селби (Северный Йоркшир). Объект культурного наследия Англии I класса. Входит в группу Больших церквей Англии. Епископ Селби является суффраганом архиепископа Йоркского.

## Монастырский этап
Монастырь был основан Бенедиктом Оксерским в 1069 году и строился семейством де Ласси. 31 мая 1256 года папа Александр IV пожаловал монастырь митрой, каковая привилегия неоднократно оспаривалась, но 11 апреля 1308 года архиепископ Йоркский Уильям Гринфилд утвердил её, и до самого роспуска аббат Селби оставался митрофорным.
Немало сведений дают судебные хроники. Так, архиепископ Йоркский Уолтер Гиффар в 1275 году вершил в аббатстве суд, на котором несколько братьев и сам аббат обвинялись в ряде проступков и преступлений, в том числе в разгульной жизни (со множеством жалоб о вольностях, которые они себе позволяли с замужними женщинами). В 1279 году архиепископ Уильям де Виквейн в ходе посещения монастыря обнаружил, что аббат не соблюдает устав св. Бенедикта, не поёт службу, не проповедует, не учит и вообще редко появляется в капитуле. В 1306 году аналогичные проступки обнаружил Уильям Гринфилд, и не в последний раз.
В 1380 году в обители насчитывалось 25 братьев и аббат.
В 1393 году папа Бонифаций IX даровал индульгенцию каждому паломнику, который внесёт пожертвование на ремонт капеллы Святого Креста.
В описи-оценке монастырского имущества, составленной в 1535 году, аббатство оценивается в 719 фунтов 2 шиллингов 6¼ пенса (442 216 фунтов в деньгах 2019 года). Оно сдалось королю 6 декабря 1539 года и было распущено, аббат и 23 монаха получили пенсии: £100 в год аббату, £8 — приору, £6½—£5 другим братьям.

### История строительства
В начале XIV века у церкви были перестроены хоры, но в 1340 году сильный пожар уничтожил капитулярную залу, кельи, сокровищницу и часть церкви. В ходе ремонта после этого были сделаны окна южного бокового нефа в декоративном готическом стиле.
В XV веке сделаны окна в перпендикулярном стиле в северном трансепте и западной оконечности нефа, устроены сиденья в святилище. Одной изх последних пристроек (1465 год) стала Латомская капелла св. Екатерины, расположенная восточнее северного трансепта.

## После роспуска монастыря

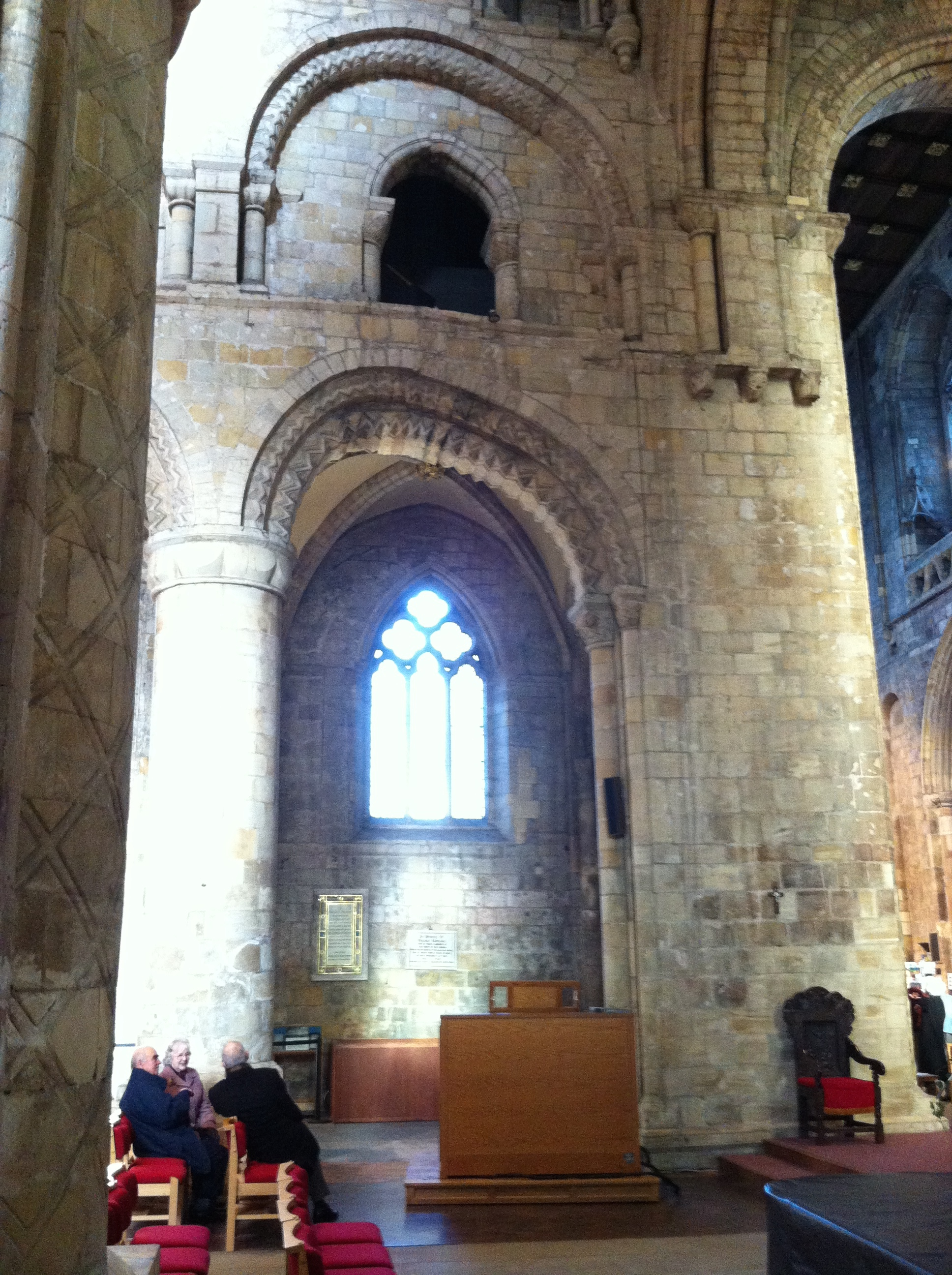
Осадка стен близ башни на средокрестии

Почти век после ликвидации аббатства церковь не использовалась, но в 1618 году стала приходской в Селби. В ходе гражданской войны и во время протектората здание несколько пострадало: было сломано окно в северном трансепте и сбиты скульптуры, стоявшие на консолях на хорах.
Как и Йоркский собор, церковь построена на песчаном грунте и пострадала от осадки. Несколько секций обрушились в XVII веке, в том числе в 1690 году обвалилась центральная башня, разрушившая южный трансепт. Башню восстановили, а трансепт — нет. В XVIII веке на хорах устроены галереи и проводились службы, а неф использовался только для мирских надобностей.
В 1871—73 годах реставрацией занимался сэр Джордж Гилберт Скотт, который восстановил неф, а в 1889—90 его сын Джон Олдрид реставрировал хоры. Башней занимались в самом начале XX столетия.
В 1901 году архитектор Роберт Лоример сделал заалтарный образ.

## Пожар 1906 года

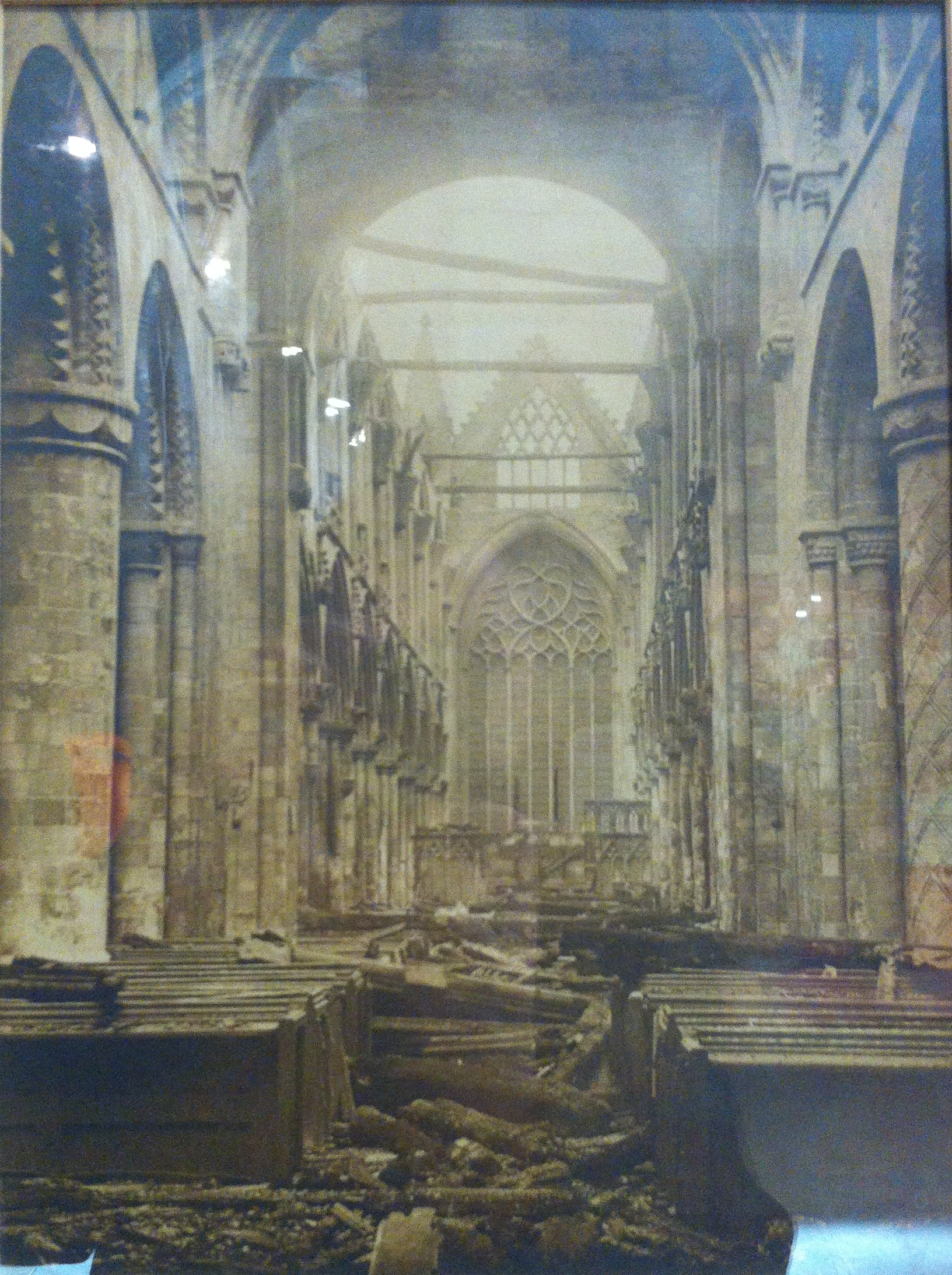
Последствия пожара

В пятницу 19 октября органостроители из фирмы Джона Комптона работали до 11 часов вечера. Около полуночи органист заметил пламя, выбивающееся из органной камеры. Для инструмента в это время устанавливали источник энергии — бензиновый двигатель, но позднее выяснилось, что не он стал причиной пожара. Так или иначе, в результате пламя уничтожило кровлю хоров, колокольню, 8 колоколов и интерьер. Благодаря усилиям пожарных удалось спасти витражи Большого восточного окна, датируемые XIV веком.
В воскресенье случился второй пожар в кровле нефа, который был быстро потушен.
Восстановительными работами руководил Джон Олдрид Скотт, они обошлись в пятьдесят тысяч фунтов (5¼ млн. в деньгах 2019 года) и продлились до 1909 года. В 1912 году на пожертвование Уильяма Ливерседжа восстановлен южный трансепт.

## XX—XXI века
В 1935 году башни на фасаде надстраивал Чарльз Мариотт Олдрид Скотт (сын Джона Олдрида).
В 1952 году церкви присвоен статус культурного наследия I класса.
В 1969 году аббатство Селби стало первой приходской церковью, в которой проходила церемония раздачи денег Монди.
С 2002 года церковь подвергается масштабной реставрации стоимостью в несколько миллионов фунтов. Восстановлен скрипторий. Южный боковой неф на хорах и «окно Вашингтона» реставрировались на средства British American Tobacco. Всемирный фонд предоставил более восьмисот тысяч долларов на внешние работы, в том числе кровлю.

## Архитектура

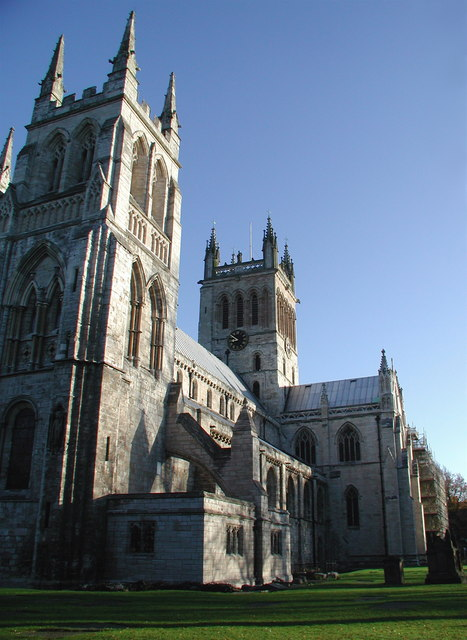
Южная сторона
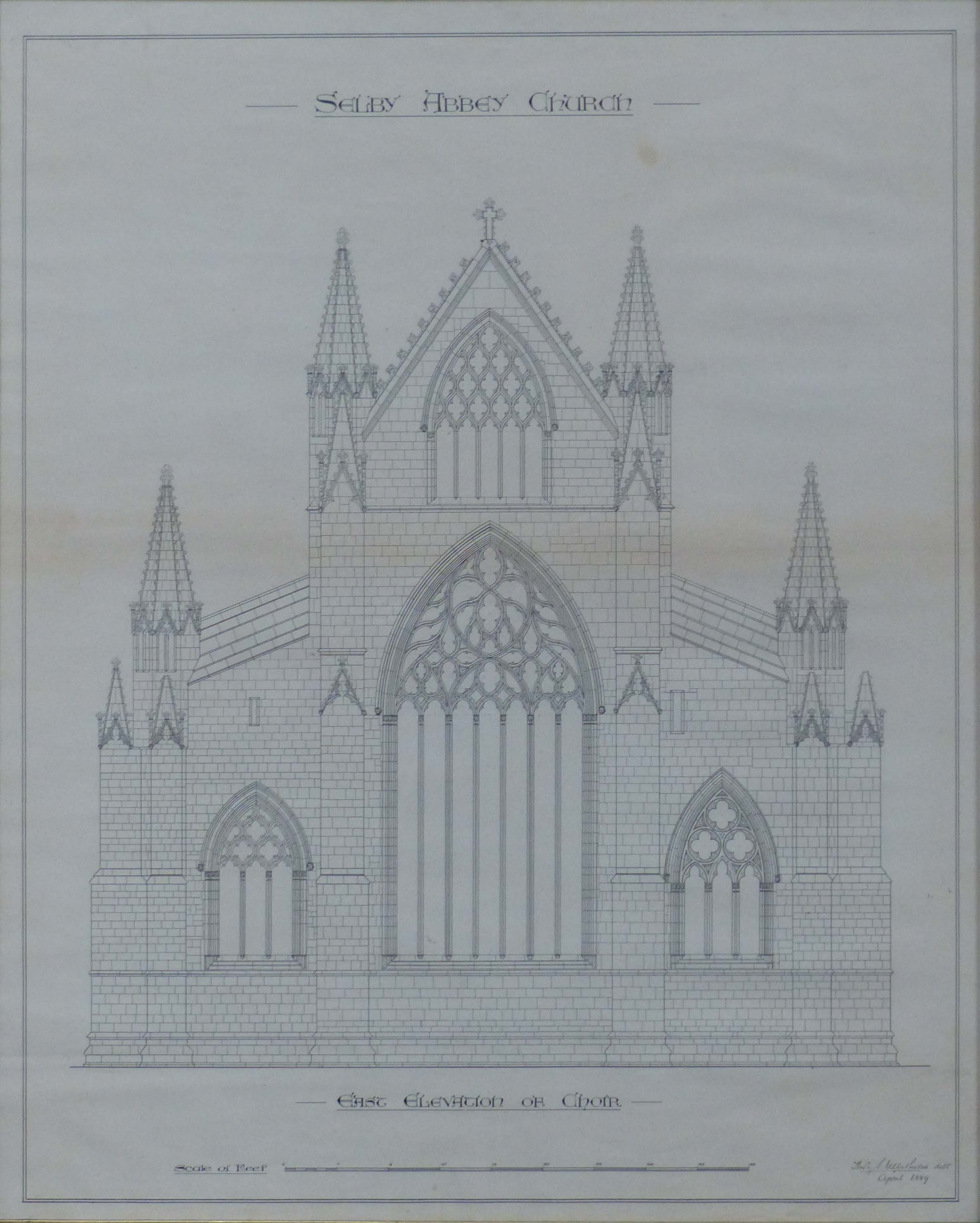
Восточный фасад. Чертёж
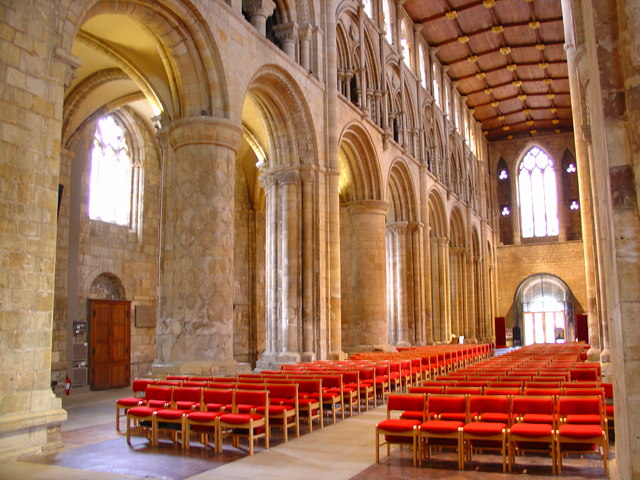
Неф, вид к западу
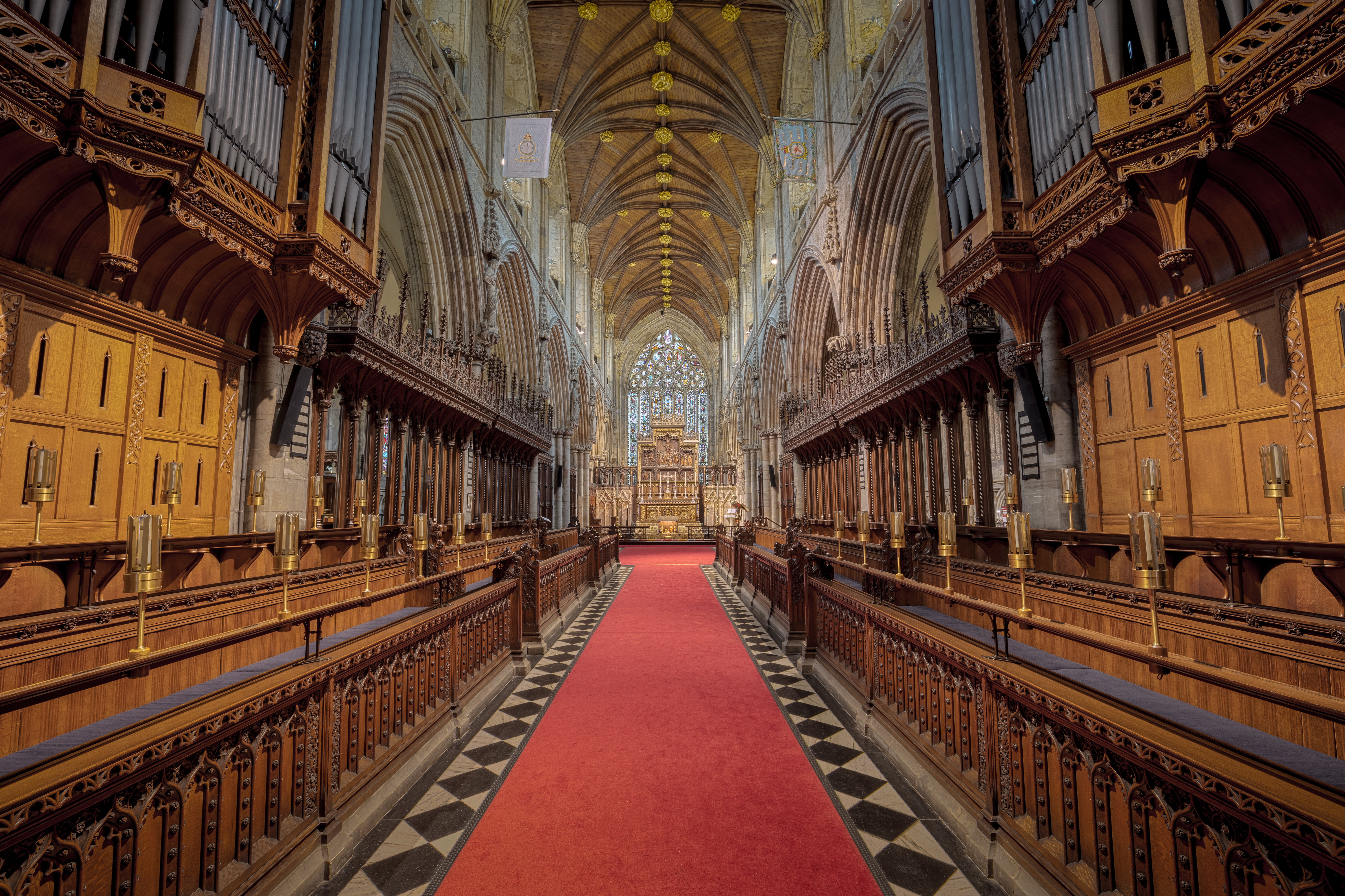
Хоры, вид к востоку
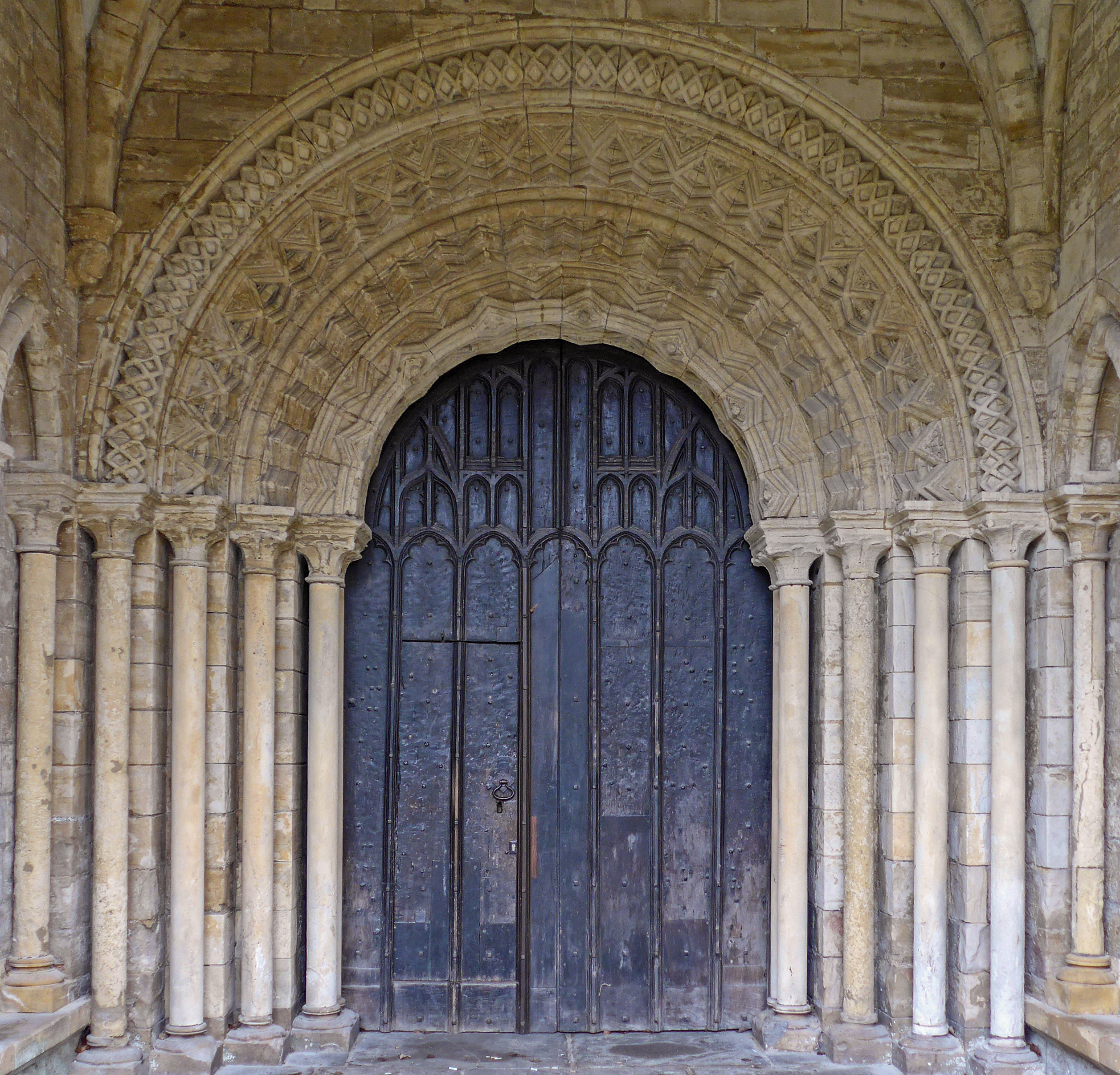
Западный портал и двери
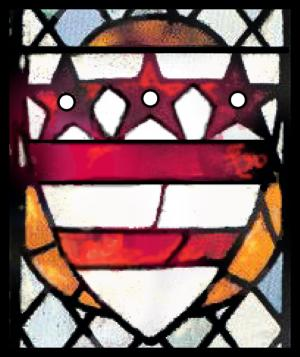
Герб семейства Вашингтонов в витраже XV века
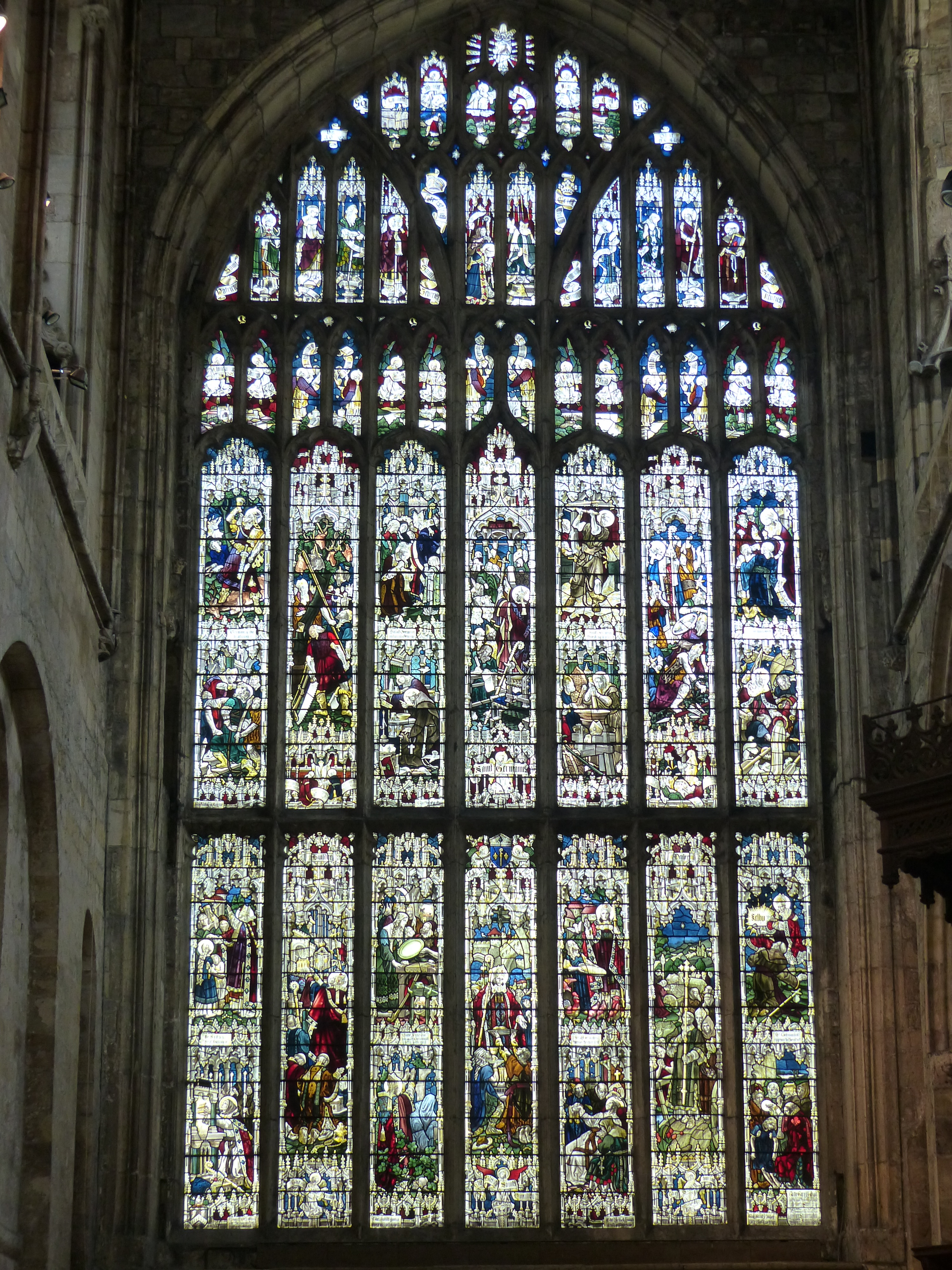
Окно северного трансепта. Перпендикулярный стиль
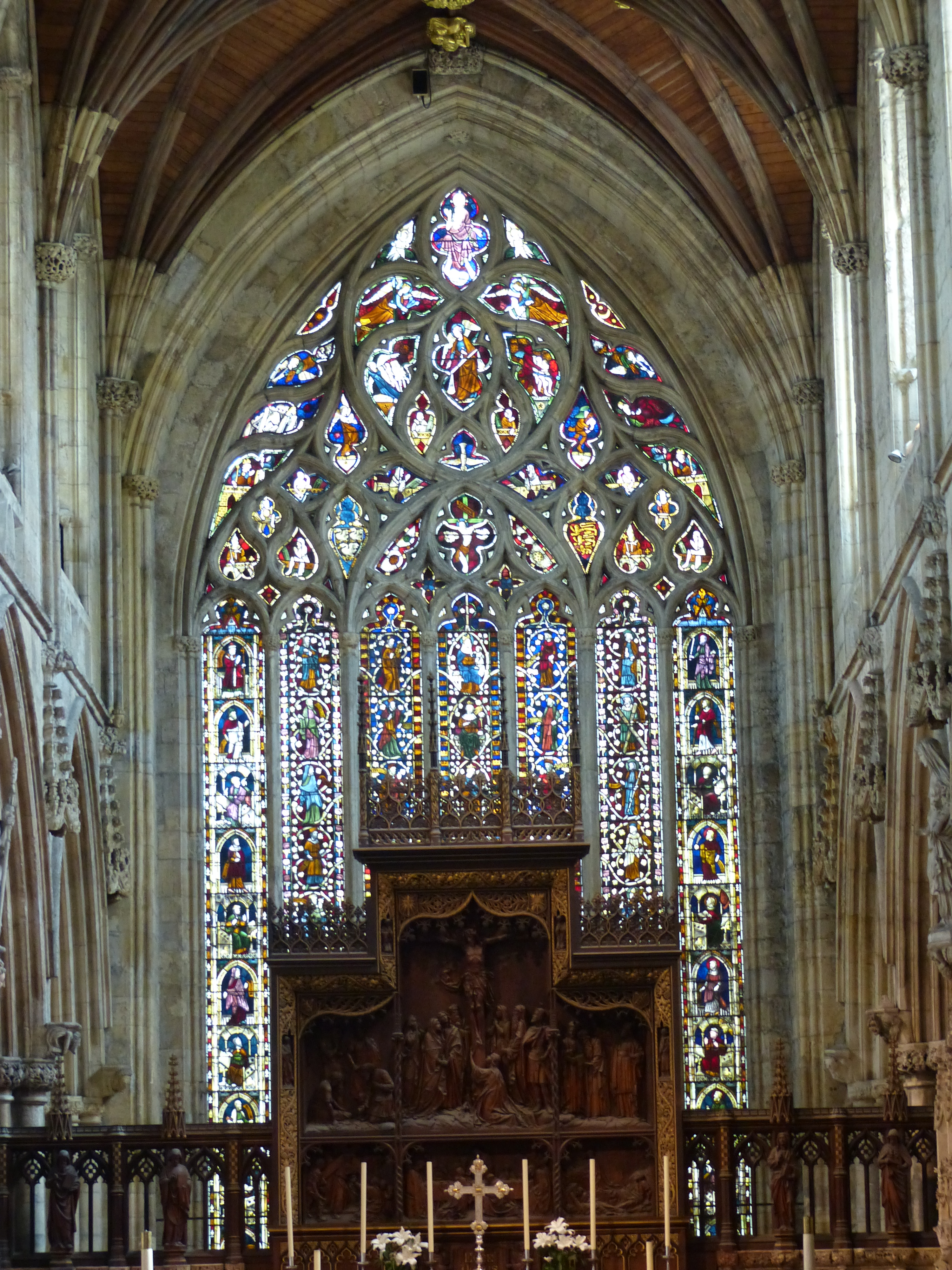
Большое восточное окно. Декоративный стиль

Башня церкви романская, восточная половина — в стиле украшенной готики, западный фасад представляет сочетание романской, средневековой готической и викторианской готической архитектуры.
Интерьер церкви сделан по образцу Даремского собора. Капители с богатой резьбой и глубокие профилировки повсеместны. Большое восточное окно содержит средневековый витраж с традиционным для таких окон Древом Иессеевым. Вероятно, над хорами работал Генри Евеле.
Вашингтоново окно — витраж XV века с гербом семейства Вашингтонов из Дарема, предков первого президента США. На этом гербе основан флаг округа Колумбия.

## Орган

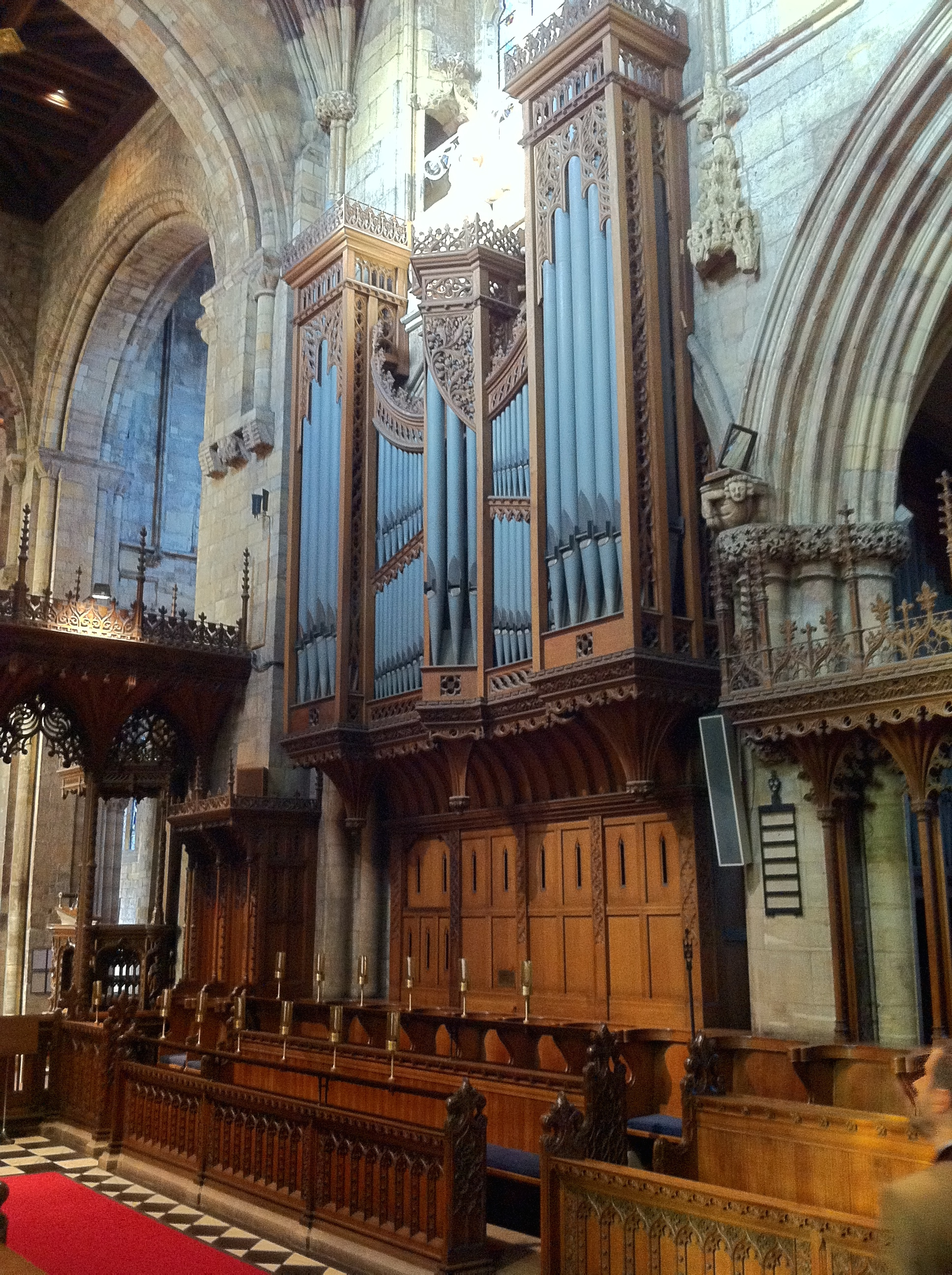
Корпус органа, арх. Джон Олдрид Скотт, 1909

Первый после реформации орган был установлен в 1825 году Ренном и Бостоном. Это был небольшой двухмануальный (Хауптверк и Швеллер) 12-регистровый инструмент стоимостью ₤500, самые низкие регистры были всего лишь 8-футовыми. Он располагался на галерее на восточной стороне преграды. Орган неоднократно передывался: Бутом, Форстером и Эндрюсом, Конахером. В 1868 году орган был не только перестроен Бриндлеем, но и перемещён дальше на хоры. Инаугурацию провёл Уильям Томас Бест.
В 1891 год орган снова перестроили и переместили на северную сторону хоров в Латомскую капеллу. Работы выполнил Дж. Дж. Биннс. В ходе следующей реставрации 1906 года, которой занимался Джон Комптон, орган сгорел вместе с немалой частью церкви.
В 1909 году орган в двух корпусах Джона Олдрида Скотта по обе стороны хоров построил Уильям Хилл. Это был 59-регистровый (от 32-футовых) инструмент с четырьмя 61-клавишными мануалами (Хор, Хауптверк, Швеллер и Соло) и 32-клавишной педалью. После 1930 года подразделение Соло было, также как Швеллер изначально, заключено в замкнутый ящик с жалюзи для регулировки громкости. В 1950 году он реставрировался и электрифицировался фирмой «Hill, Norman and Beard». После этого Фернандо Джермани сделал на инструменте записи, изданные HMV на долгоиграющих пластинках, что привлекло к органу аббатства Селби международное внимание.
В 1975 году Джон Джексон из Лидса заменил в трактуре пневматические реле электрическими, переделал педаль для уменьшения числа необходимых реле и поднял строй до стандарта a1=440 Гц. С 2014 по 2016 год орган вновь находился на реставрации, в ходе которой трактура была полностью заменена электрической, установлена консоль в нефе (из Манчестерского собора) и возвращены нексколько регистров Хилла, которые ранее были сняты и хранились в запасе. Получился 70-регистровый орган из 3980 труб.
В 2002 году на хорах появился малый орган от «Principal Pipe Organs».

## Внешние ссылки
- Selby Abbey Online Gallery Архивная копия от 13 июля 2018 на Wayback Machine
- Views of Selby Abbey.
- Selby Abbey Images
- Selby Abbey Organ Appeal